# Субэпителиальная муцинозная дистрофия роговицы
Субэпителиальная муцинозная дистрофия роговицы(англ. Subepithelial mucinous corneal dystrophy; SMCD) - редкая форма дистрофии роговой оболочки человека, впервые описанная в 1993 году Feder et al. Отмечаются субэпителиальные помутнения. Электронная микроскопия показывает отложения гликозаминогликанов поверх слоя Боумена, их анализ выявляет хондроитинсульфат и дерматансульфат.  